# Засада (фільм, 1939)
«Засада» (англ. Ambush) — американська кримінальна драма режисера Курта Нойманна 1939 року.

## Сюжет
Чотири бандити нападають на каліфорнійський банк і втікають з $ 98,000, залишаючи машину як єдиний ключ до своєї ідентичності. Джейн Гартман, банківський секретар, впізнає вантажівку як одну з тих, на яких працював його брат Чарльз. Втікаючи до брата, автівка захоплюється бандою.

## У ролях
- Гледіс Суортаут — Джейн Гартман
- Ллойд Нолан — Тоні Ендрюс
- Вільям Генрі — Чарлі Гартман
- Вільям Фроулі — інспектор Дж. Л. Вебер
- Ернест Трукс — Гіббс
- Бродерік Кроуфорд — Рендалл
- Руф Девіс — шериф
- Річард Деннінг — механік
- Джон Гартлі — Сідні Блу
- Антоніо Морено — капітан Майк Гонсалес
- Гаррі Флайшманн — капітан Бозен